# Tharparkar (Distrikt)

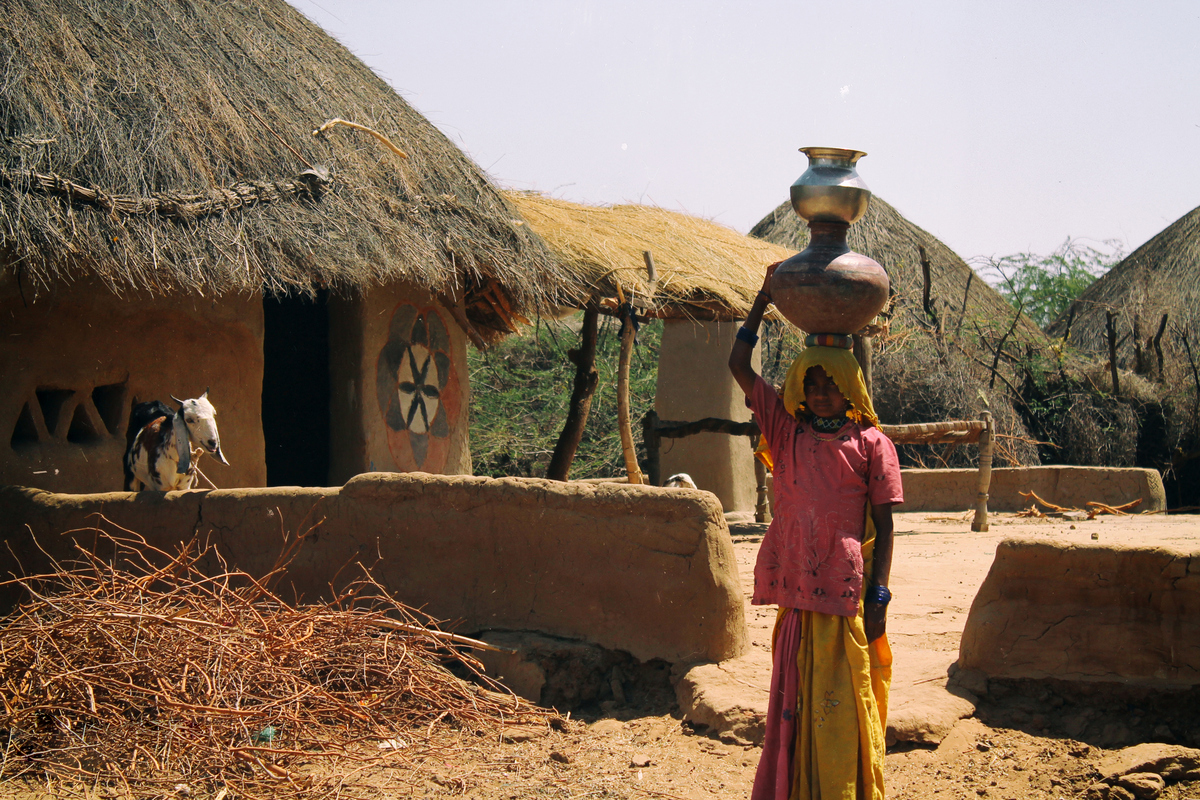
Dorf in Tharparkar

Der Distrikt Tharparkar (Sindhi ٿرپارڪر ضلعو, Urdu ضلع تھرپارکر) ist ein Verwaltungsdistrikt in der pakistanischen Provinz Sindh. Sitz der Distriktverwaltung ist die Stadt Mithi.
Der Distrikt hat eine Fläche von 19.638 km² und nach der Volkszählung von 2017 1.649.661 Einwohner. Die Bevölkerungsdichte beträgt 84 Einwohner/km².

## Geografie
Der Distrikt befindet sich im äußersten Osten der Provinz Sindh, die sich im Südosten von Pakistan befindet und grenzt an Indien. Die Wüste Thar dominiert die Landschaft des Distrikts.

## Geschichte
Nach der Eroberung des Sindh durch General Charles James Napier im Jahr 1843 kam die Gegend unter britische Kolonialherrschaft. Die Kolonialverwaltung richtete hier 1882 den Distrikt Umerkot ein, dessen Verwaltungssitz ab 1906 Mirpur Khas war. Im Jahr 1990 wurde der Distrikt in die beiden Distrikte Thar und Mirpur Khas aufgeteilt. 1994 wurde Thar weiter aufgeteilt in die Distrikte Umerkot und Tharparkar. Letzterer umfasste im Wesentlichen die Anteile des Distrikts an der Wüste Thar.

## Verwaltungsgliederung
Der Distrikt ist administrativ in sieben Tehsil unterteilt:
- Mithi
- Diplo
- Islamkot
- Chachro
- Dahli
- Nagarparkar
- Kaloi

## Demografie
Zwischen 1998 und 2017 wuchs die Bevölkerung um jährlich 3,14 % und damit sehr schnell. Von der Bevölkerung leben ca. 8 % in städtischen Regionen und ca. 92 % in ländlichen Regionen. In 301.625 Haushalten leben 882.365 Männer, 767.266 Frauen und 30 Transgender, woraus sich ein Geschlechterverhältnis von 115 Männer pro 100 Frauen ergibt und damit einen für Pakistan häufigen Männerüberschuss. Bei der Volkszählung von 1998 waren ca. 40 % der Bevölkerung Hindus und ca. 60 % waren Muslime, womit der Anteil der Hindus weit über dem Landesdurchschnitt liegt.
Die Alphabetisierungsrate in den Jahren 2014/15 bei der Bevölkerung über 10 Jahren liegt bei 38 % (Frauen: 21 %, Männer: 54 %) und damit unter dem Durchschnitt der Provinz Sindh von 60 %.
| Jahr | Einwohnerzahl |
| ---- | ------------- |
| 1972 | 359.357       |
| 1981 | 540.985       |
| 1998 | 914.291       |
| 2017 | 1.649.661     |

## Wirtschaft
Haupterwerbsquelle der Bevölkerung ist die Landwirtschaft und Viehzucht. Frauen stellen dabei einen erheblichen Teil der Arbeitskräfte. Nur an wenigen Stellen wird Bewässerungsfeldbau betrieben. Ansonsten ist die Landwirtschaft vom natürlichen Niederschlag abhängig. Angebaut werden vor allem Perlhirse (Bajra) und Hülsenfrüchte (vor allem Guarbohnen), sowie in geringerem Ausmaß Weizen, Zwiebeln und Baumwolle. Aus dem Distrikt stammt die gleichnamige Zebu-Rasse Tharparkar, die in ganz Nordindien und Pakistan verbreitet ist.